# Juan Escorcia
Juan Guillermo Escorcia Torres (Barranquilla, 22 de agosto de 1996) es un beisbolista colombiano que juega como lanzador en la organización de Philadelphia Phillies en las Ligas Menores de Béisbol de Clase A Media (A-).

## Carrera en Ligas Menores
El 3 de julio de 2014 inició su temporada en la Dominican Summer League con DSL Yankees ganó 3 juegos y perdió 2, recetó 14 ponches en 9 juegos. El  27 de junio de 2015 disputó la Gulf Coast League con GCL Yankees ganando 1 juego y perdiendo 1, recetó 21 ponches en 9 juegos. El 28 de agosto de 2016 pasó al GCL Yankees East finalizando temporada con 1 victoria, 3 derrotas y 26 ponches en 10 juegos.
El 18 de junio de 2018 ascendió a la Clase A Media (A-) con Williamsport Crosscutters de la organización Philadelphia Phillies donde disputó 11 juegos, ganando 1, perdiendo 4 y recetando 49 ponches.

## Copa Mundial Sub-23
En 2018 disputó dos juegos con la Selección de béisbol de Colombia frente a México y Puerto Rico, siendo abridor en ambos juegos permitió 1 carreras y recetó 14 ponches en 10 entradas.

## Logros
- Juegos Bolivarianos: 
  -  Medalla de oro: 2017